# Бережков, Николай Борисович
Николай Борисович Бережков (21 ноября 1922 года, с. Большая Ега, Похвистневский район, Куйбышевская область — 14 февраля 1959 года, Куйбышевская область) — лётчик-штурмовик, Герой Советского Союза, лейтенант.

## Биография
Родился 21 ноября 1922 года в селе Большая Ега, Похвистневского района, Куйбышевской области в семье крестьян.
Окончил неполную среднюю школу и два курса сельхозтехникума.
Был призван в РККА в 1941 году, в 1942 году окончил Энгельсскую военно-авиационную школу пилотов.
В действующей армии с июня 1943 года. К январю 1945 года сделал 137 боевых вылетов на разведку и штурмовку аэродромов, скоплений войск противника. Во время вылетов сбил 3 самолёта. В воздушном бою 24 октября 1944 года был ранен, но сумел довести возглавляемую им группу штурмовиков на аэродром.
Указом Президиума Верховного Совета СССР от 18 августа 1945 года Николаю Борисовичу Бережкову присвоено звание Героя Советского Союза с вручением ордена Ленина и медали «Золотая Звезда».
В 1945 году демобилизировался.
Член КПСС с 1946 года.
С 1945 года по 1946 год работал председателем Егинского сельсовета, затем поступил в Куйбышевскую юридическую школу.
С 1948 года по 1959 год работал следователем и помощником прокурора Куйбышевского района Куйбышева.
Умер 14 февраля 1959 года.

## Память
В Похвистнево в честь Николая Бережкова названа улица.

## Награды
- Медаль «Золотая Звезда»;
- Орден Ленина;
- Орден Красного Знамени;
- Орден Отечественной войны 2 степени;
- Орден Красной Звезды;
- медали.